# Sadovnik
Sadovnik (Садовник) è un film del 1987 diretto da Viktor Buturlin.

## Trama
Il film racconta la storia di un uomo che coltivava un meleto.